# Tenuiphantes miguelensis
Tenuiphantes miguelensis är en spindelart som först beskrevs av Jörg Wunderlich 1992.  Tenuiphantes miguelensis ingår i släktet Tenuiphantes och familjen täckvävarspindlar. Inga underarter finns listade i Catalogue of Life.